# The Underground Railroad
The Underground Railroad é uma minissérie estadunidense criada e dirigida por Barry Jenkins, com base no romance de mesmo nome de Colson Whitehead. A série estreou no Amazon Prime Video em 14 de maio de 2021.

## Elenco

### Principal
- Thuso Mbedu como Cora Randall
- Chase W. Dillon como Homer
- Joel Edgerton como Arnold Ridgeway
- Fred Hechinger como Young Ridgeway
- Peter Mullan como Ridgeway Senior

### Recorrente
- Aaron Pierre como Caesar Garner
- Justice Leak como James Randall
- Damon Herriman como Martin
- William Jackson Harper como Royal
- Amber Gray como Gloria Valentine
- Jim Klock como Tom Hardman
- Lily Rabe como Ethel Wells
- Benjamin Walker como Terrance Randall
- Lucius Baston como Prideful
- Owen Harn como Chandler
- Bri Collins como Olivia
- Ryan James como Red
- Will Poulter como Sam
- Sheila Atim como Mabel
- Peter de Jersey como John Valentine
- Chukwudi Iwuji como Mingo
- IronE Singleton como Mack
- Mychal-Bella Bowman como Fanny Briggs/Grace
- Marcus "MJ" Gladney Jr. como Ellis
- Cullen Moss como Judge Smith

## Recepção
No Rotten Tomatoes, a minissérie tem um índice de aprovação de 95% com base em 78 resenhas, com uma classificação média de 8,78/10. O consenso dos críticos do site diz: "Com um conjunto excelente e o olhar singular de Barry Jenkins, The Underground Railroad delicadamente traduz seu material original em uma série poderosamente humana que é tão desafiadora quanto necessária". O Metacritic deu à série uma pontuação média ponderada de 92 de 100 com base em 35 críticas, indicando "aclamação universal".